# Техарє
Техарє (словен. Teharje) — поселення в общині Целє, Савинський регіон, Словенія. 
Висота над рівнем моря: 254,6 м.